# Estadio Nacional de Timor Oriental
El Estadio Nacional de Timor Oriental (en portugués: Estádio Nacional de Timor-Leste)  es un estadio de usos múltiples en Dili, Timor Oriental. Se utiliza sobre todo para los partidos de fútbol y tiene capacidad para 5000 personas. En 2002, el estadio recibió a Kylie Minogue y John Farnham, como recompensa por los australianos que ayudadon a la independencia de Timor. Hasta hace poco, el estadio había sido descuidado y en 2006 albergaba a miles de habitantes de Timor Oriental que huyeron de la violencia en las calles. El Estadio de Dili fue renovado en 2011, esto incluyó cambios en el terreno de juego, así como los asientos. El Estadio es hoy el hogar de la final de la Taca Digicel (Copa Digicel) y la LFA Primera División.